# Bombardeos de Gasmata
Los Bombardeos de Gasmata y su consiguiente ocupación fueron una serie de eventos ocurridos durante la campaña de Nueva Bretaña en el marco de la Segunda Guerra Mundial. Planeada inicialemnte como la Operación Lazaretto, una rama de la Operación Dexterity, fue sustituida por la Director. La lucha comenzó a principios de 1943 cuando las fuerzas japonesas derribaron algunos Lockheed Hudson con cazas Mitsubishi A5M, cerca del puerto estratégico de Gasmata, en la costa sur de Nueva Bretaña. A partir de ese momento, los cazas y bombarderos de la RAAF atacaron sin tregua la base, que consistía en un aeródromo activo y una base naval. Se preparó una extensa operación para abrir camino hacia Rabaul, pero la retirada de las tropas japonesas impidió el avance y la operación se canceló y sustituyó por las de Wide y Open Bay. El 17 de marzo de 1944 el PT-143 australiano decidió mandar una expedición al puerto al no registrar ningún movimiento enemigo. Los soldados que desembarcaron inspeccionan el área y observaron que el aeródromo estaba abandonada, por lo que se dio la orden de dirigirse al norte de la península de Gazelle.